# Phylicia Rashād
Phylicia Ayers-Allen, nota con il nome di Phylicia Rashād (Houston, 19 giugno 1948), è un'attrice e produttrice cinematografica statunitense.

## Biografia
Sorella di Debbie Allen, deve la sua fama all'interpretazione di Claire Robinson, la moglie di Cliff, nella celebre sitcom degli anni ottanta I Robinson. Laureatasi all'Università Howard, nonché la madre di Condola Rashād, attrice attiva soprattutto in campo teatrale e televisivo. Per la sua attività a Broadway ha vinto due Tony Award.

## Filmografia

### Cinema
- The Broad Coalition (1972)
- I'm Magic (The Wiz), regia di Sidney Lumet (1978)
- Fiori d'acciaio (Steel Magnolias), regia di Herbert Ross (1989)
- Once Upon a Time... When We Were Colored, regia di Tim Reid (1996)
- Loving Jezebel, regia di Kwyn Bader (1999)
- The Visit, regia di Jordan Walker-Pearlman (2000)
- Rimbalzi d'amore (Just Wright), regia di Sanaa Hamri (2010)
- For Colored Girls, regia di Tyler Perry (2010)
- Good Deeds, regia di Tyler Perry (2012)
- Gods Behaving Badly, regia di Marc Turtletaub (2013)
- Creed - Nato per combattere (Creed), regia di Ryan Coogler (2015)
- Creed II, regia di Steven Caple Jr. (2018)
- La verità di Grace (A Fall from Grace), regia di Tyler Perry (2020)
- Soul, regia di Pete Docter (2020) - voce
- Jingle Jangle - Un’avventura natalizia (Jingle Jangle: A Christmas Journey), regia di David E. Talbert (2020)
- Tick, Tick... Boom!, regia di Lin-Manuel Miranda (2021)
- Creed III, regia di Michael B. Jordan (2023)
- Our Son, regia di Bill Oliver (2023)
- The Beekeeper, regia di David Ayer (2024)

### Televisione

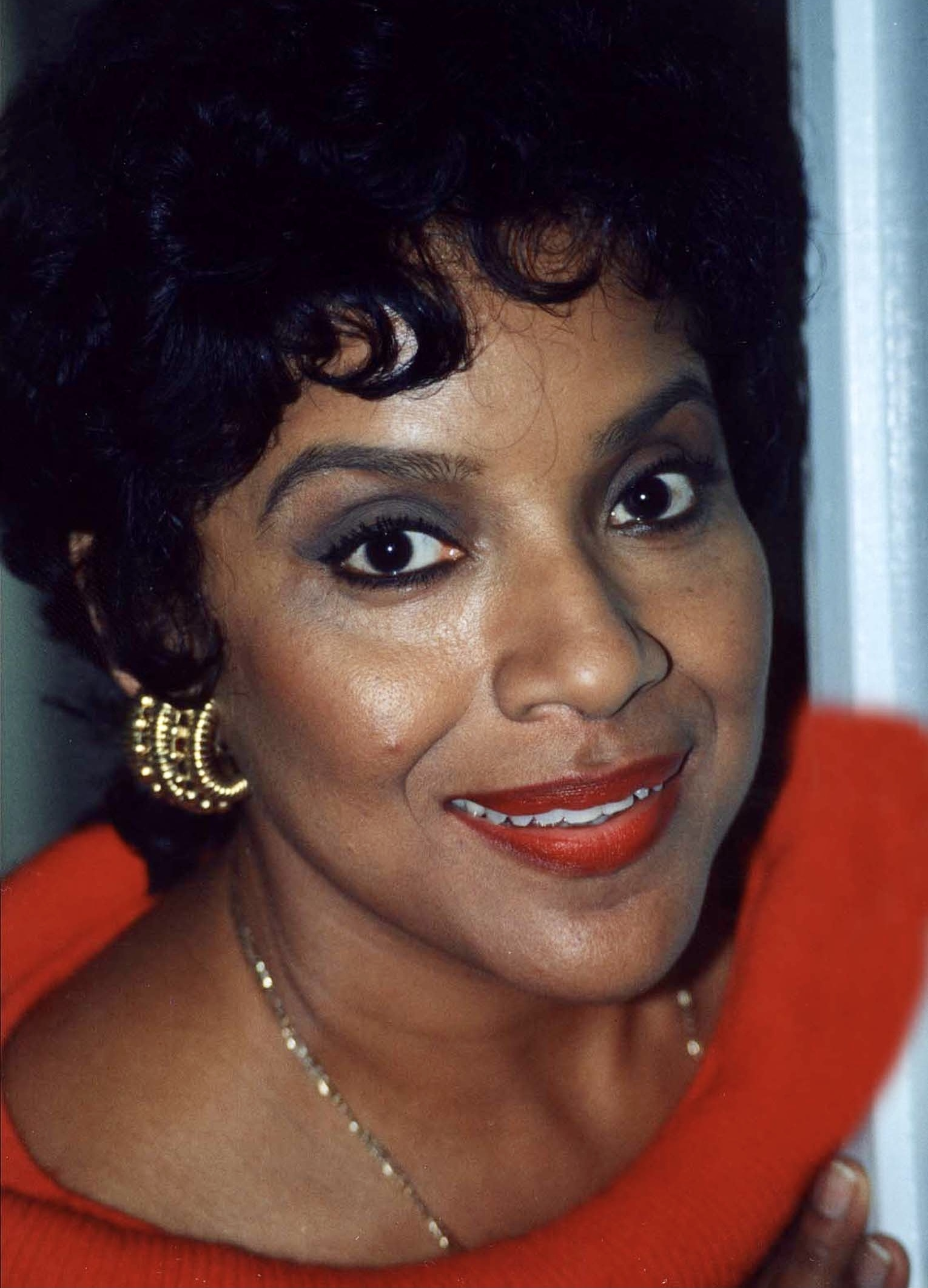
Phylicia Rashad nel 1998

- Una vita da vivere (One Life to Live) – serial TV, 2 puntate (1984)
- I Robinson (The Cosby Show) – serie TV, 197 episodi (1984-1992)
- Santa Barbara – serial TV, puntate 284-285-286 (1985)
- Love Boat – serie TV, episodio 9x01 (1985)
- Lo capanna dello zio Tom (Uncle Tom's Cabin), regia di Stan Lathan – film TV (1987)
- Tutti al college (A Different World) – serie TV, 4 episodi (1988-1990)
- Le regole del gioco (False Witness), regia di Arthur Allan Seidelman – film TV (1989)
- Polly (1989)
- Polly: Comin' Home! (1990)
- Jailbirds (1991)
- American Playhouse – serie TV, episodio 11x05 (1993)
- Cosby indaga (The Cosby Mysteries) – serie TV, episodio 1x08 (1994)
- Il tocco di un angelo – serie TV, episodio 1x03-8x12 (1994-2002)
- Il fascino dell'inganno (The Babysitter's Seduction) (1996)
- Cosby (Cosby) – serie TV, 95 episodi (1996-2000)
- Little Bill – serie animata, 50 episodi (1999-2004) - voce
- La signora in giallo - L'ultimo uomo libero (The Last Free Man), regia di Anthony Pullen Shaw – film TV (2001)
- Psych – serie TV, episodi 2x10-3x09-8x09 (2007-2014)
- Tutti odiano Chris (Everybody Hates Chris) – serie TV, episodio 3x10 (2007)
- A Raisin in the Sun, regia di Kenny Leon – film TV (2008)
- The Cleveland Show – serie animata, 4 episodi (2012-2013) - voce
- Do No Harm – serie TV, 13 episodi (2013)
- Jean-Claude Van Johnson – serie TV, 5 episodi (2016-2017)
- When We Rise, regia di Dee Rees – miniserie TV, puntata 4 (2017)
- Empire – serie TV, 16 episodi (2016-2018)
- This Is Us – serie TV, 4 episodi (2019-2021)
- Tredici (13 Reasons Why) – serie TV, episodi 4x01-4x02-4x10 (2020)
- Station 19 – serie TV, episodio 3x06 (2020)
- Grey's Anatomy – serie TV, episodio 17x12 (2021)
- The Good Fight – serie TV, 4 episodi (2022)
- The Chi – serie TV, episodio 7x08 (2025)
- The Gilded Age – serie TV, 5 episodi (2025)

## Teatro (parziale)

### Attrice
- The Wiz, di Charlie Smalls e William F. Brown. Majestic Theatre di Broadway (1974)
- Dreamgirls, di Henry Krieger e Tom Eyen. Imperial Theatre di Broadway (1981)
- Into the Woods, di Stephen Sondheim e Hugh Wheeler. Al Hirschfeld Theatre di Broadway (1988)
- A Raisin in the Sun, di Lorraine Hansberry, regia di Kenny Leon. Royale Theatre di Broadway (2004)
- Gem of the Ocean, di August Wilson, regia di Kenny Leon. Walter Kerr Theatre di Broadway (2004)
- Bernarda Alba, di Michael John LaChiusa. Lincoln Center di New York (2006)
- Cimbelino, di William Shakespeare, regia di Mark Lamos. Lincoln Center di Broadway (2007)
- La gatta sul tetto che scotta, di Tennessee Williams. Broadhurst Theatre di Broadway (2008)
- Agosto, foto di famiglia, di Tracy Letts. Music Box Theatre di Broadway (2009)
- Sunday in the Park with George, di Stephen Sondheim e James Lapine. City Center di New York (2016)
- Sogno di una notte di mezza estate, di William Shakespeare. Public Theatre di New York (2017)

### Regista
- A Raisin in the Sun, di Lorraine Hansberry. Kirk Douglas Theatre di Los Angeles (2012)
- Fences, di August Wilson. Claire Tow Stage di New Haven, McCarter Theatre Center di Princeton (2013)
- Ma Rainey's Black Bottom, di August Wilson. Mark Taper Forum di Los Angeles (2016)

## Doppiatrici italiane
Nelle versioni in italiano delle opere in cui ha recitato, Phylicia Rashād è stata doppiata da:
- Anna Rita Pasanisi ne I Robinson, Cosby, Il fascino dell'inganno, Psych, Do No Harm, When We Rise, La verità di Grace, Jean-Claude Van Johnson, Grey's Anatomy, The Gilded Age
- Anna Cugini in Creed - Nato per combattere, Creed II, Creed III
- Valeria Perilli in La signora in giallo - L'ultimo uomo libero, Station 19
- Alessandra Cassioli in The Beekeeper
- Antonella Giannini ne Il fascino dell'inganno (ridoppiaggio)

Da doppiatrice è sostituita da:
- Ludovica Modugno in Soul